# Tatort (televisieserie)
Tatort (Duits voor "plaats delict", zie Tatort) is de langstlopende krimiserie op de Duitse televisie. De eerste aflevering werd uitgezonden op 29 november 1970. Op 15 mei 2016 werd de 1000ste onofficiële aflevering uitgezonden (Der hundertste Affe) en op 13 november 2016 de officiële. Deze heeft dezelfde titel als de eerste, Taxi nach Leipzig. In al deze afleveringen waren meer dan 80 teams actief.
De serie Tatort is de opvolger van de Krimi Stahlnetz van de ARD en was bedoeld als concurrent van Der Kommissar met Erik Ode op 'Duitsland 2', het ZDF.

## Districten
Tatort wordt gemaakt in opdracht van verschillende Duitse, Oostenrijkse en Zwitserse (regionale) omroepen. Elke omroep maakt een of meer series die los staan van de andere series, elk met eigen hoofdpersonen. Er zijn commissarissen in verschillende Duitse steden en regio´s. Net als in Oostenrijk en Zwitserland.
In alle afleveringen wordt iets van de lokale omgeving in het verhaal meegenomen, stadseigen aspecten of dorpskarakter, historische bijzonderheden, religieuze of culturele aspecten.
Soms ontmoeten twee teams uit verschillende deelstaten elkaar, zoals Ehrlicher en Kain die op bezoek kwamen bij Ballauf en Schenk in Quartett in Leipzig (MDR/WDR, 26 november 2000). Twee jaar later kwam dit viertal in Rückspiel (WDR/MDR, 10 november 2002) elkaar opnieuw tegen, maar dan in Keulen. Verder ontmoetten de mannen uit Münster, Thiel (Axel Prahl) en Boerne (Jan Josef Liefers) hun collega's uit Keulen in de uitzending Der doppelte Lott (WDR, 20 november 2005). In de dubbelaflevering Kinderland (MDR, 8 april 2012) en Ihr Kinderlein kommet (WDR, 9 april 2012) gaan Max Ballauf en Freddy Schenk eerst bij hun collega's Eva Saalfeld en Andreas Keppler in Leipzig op bezoek, waarna laatstgenoemden een tegenbezoek in Köln brengen. In de begintijd van de serie kwam het vaker voor dat teams via de telefoon onderling contact hadden. 

## Polizeiruf 110
De DDR-tegenhanger van Tatort was Polizeiruf 110. De serie draait nog steeds en deelt het tijdslot met Tatort (zondagavond om 20.15 uur).
In de uitzending Unter Brüdern (WDR, 28 oktober 1990) ontmoetten West-Duitse commissarissen (Schimanski en Thanner) hun Oost-Duitse collega's (Fuchs en Grawe, gespeeld door Peter Borgelt en Andreas Schmidt-Schaller) voor de eerste keer. Omgekeerd ontmoette Polizeiruf-commissaris Thomas Keller (Jan-Gregor Kremp) in de aflevering Die Mutter von Monte Carlo (HR, 29 januari 2006) zijn Frankfurtse Tatort-collega Fritz Dellwo (Jörg Schüttauf). 

## Intro en titelmuziek
De titelmuziek is in 1970 door Klaus Doldinger gecomponeerd en in de loop van de tijd slechts heel subtiel gemoderniseerd. Bij de opname speelde de bekende rockmuzikant Udo Lindenberg slagwerk.
 Het titelfilmpje werd gemaakt met toneelspeler Horst Lettenmayer. Zijn ogen kijken elke aflevering drie keer uit een andere ooghoek door een rode, blauwe en paarse spleet en om zijn linkeroog komt een vizier. Daarna houdt hij drie keer zijn handen voor zijn gezicht en probeert daarna tevergeefs over een nat wegdek te ontkomen.
 Het vizier telde aanvankelijk drie cirkels, tussen 1995 en 2009 zijn er 253 van de 435 afleveringen voorzien van een intro met een vizier met vijf cirkels. In 2003 is het logo met drie cirkels als merk vastgelegd en sinds 2009 wordt uitsluitend dit beeldmerk gebruikt.
Voor de opnamen kreeg Lettenmayer eenmalig 400 DM. Als late erkenning is (in één enkele aflevering) ook de rest van hem te zien: in 1989 speelde hij in de Schimanski-Tatort Der Pott een vakbondsleider, die als lijk eindigt.
In tegenstelling tot het titelfilmpje van een halve minuut is de aftiteling meer dan drie en een halve minuut lang, maar met dezelfde muziek. Veel Duitse omroepen zijn de aftiteling gaan beperken tot soms maar enkele seconden of verplaatsen deze naar een (rechter)kolom naast de aankondiging voor een toekomstig programmaonderdeel waarbij de aftitelingsmuziek geheel vervalt. 

## Teams
Bekende rechercheurs waren onder meer Heinz Haferkamp gespeeld door Hansjörg Felmy (Essen, 1974-1980, 20 afleveringen) en Horst Schimanski, gespeeld door Götz George (Duisburg, 1981-1991, 29 afleveringen) waarvan Chiem van Houweninge medeschrijver was en er een rol in had. De rechercheurs Stoever en Brockmöller (Hamburg, 1984-2001, 41 afleveringen) en van Ehrlicher en Kain (Leipzig, 1992-2007, 45 afleveringen) zijn echter aanzienlijk meer afleveringen gemaakt. De meeste Einsätze hebben inmiddels Batic en Leitmayr gemaakt (Tatort München, 95 afleveringen).

## Hoofdrolspelers

### Huidige rechercheurs
Stand: 5 mei 2024 (1270 afleveringen uitgezonden). Bijna alle rechercheurs hebben de rang van Kriminalhauptkommissar(-in).
| Stad                                        | Zender             | Chefrechercheurs | Debuut      | Acteurs | Aantal afl. |
| ------------------------------------------- | ------------------ | --- | ----------- | --- | ----------- |
| Ludwigshafen                                | SWR (tot 1998 SWF) | Lena Odenthal Mario Kopper (afl. 10-66) Johanna Stern (vanaf afl. 60) Odenthal is de 'dienstoudste' rechercheur                                                                | 1989        | Ulrike Folkerts Andreas Hoppe (1996-2018) Lisa Bitter (sinds 2014) | 79          |
| München                                     | BR                 | Ivo Batic Franz Leitmayr | 1991        | Miroslav Nemec Udo Wachtveitl Beide hebben aangekondigd eind 2025, na de 100ste aflevering, te stoppen. Caro Ljubek wordt de nieuwe Kommissar. | 95          |
| Keulen, twee afleveringen in Leipzig        | WDR                | Max Ballauf Freddy Schenk | 1997        | Klaus J. Behrendt Dietmar Bär | 90          |
| Bremen, Bremerhaven                         | Radio Bremen       | Liv Moormann Linda Selb Mads Andersen (afl. 1, 2 en 4) | 2021        | Jasna Fritzi Bauer Luise Wolfram Dar Salim (2021, 2023) | 5           |
| Wenen alsmede andere plaatsen in Oostenrijk | ORF (Oostenrijk)   | Oberstleutnant Moritz Eisner Majorin Bibi Fellner (sinds afl. 24, m.u.v. afl. 26)                                                                                              | 1999        | Harald Krassnitzer Adele Neuhauser | 57          |
| Berlijn                                     | RBB                | Robert Karow Nina Robin (tot afl. 15) Susanne Bonard (vanaf afl. 17) | 2015        | Mark Waschke Meret Becker (tot 2022) Corinna Harfouch (vanaf 2023) | 19          |
| Hannover en andere plaatsen in Nedersaksen  | NDR                | Charlotte Lindholm Anaïs Schmitz (afl. 26-28, 30, 31) | 2002        | Maria Furtwängler Florence Kasumba (2019-2024) | 31          |
| Münster                                     | WDR                | Frank Thiel Prof. Karl-Friedrich Boerne (patholoog) | 2002        | Axel Prahl Jan Josef Liefers | 45          |
| Kiel                                        | NDR                | Klaus Borowski Sarah Brandt (afl. 17-30) Mila Sahin (vanaf afl. 32) | 2003        | Axel Milberg Sibel Kekilli (2011-2017) Almina Agriacik (vanaf 2018) Axel Milberg stopt na 22 jaar per 2026 met zijn rol als Borowski. | 41          |
| Stuttgart                                   | SWR                | Thorsten Lannert Sebastian Bootz | 2008        | Richy Müller Felix Klare | 32          |
| Wiesbaden                                   | HR                 | Felix Murot | 2010        | Ulrich Tukur | 120         |
| Frankfurt am Main                           | HR                 | Anna Janneke Paul Brix | 2015 - 2024 | Margarita Broich Wolfram Koch Op 27 september 2024 was de laatste aflevering met dit Duo te zien. De nieuwe rechercheurs per 2025 worden Melika Foroutan en Edin Hasanović. De nieuwe Tatort draait om cold cases. | 190         |
| Dortmund                                    | WDR                | Peter Faber Martina Bönisch (tot afl. 21) Nora Dalay (tot afl. 16) Daniel Kossik (tot alf. 10) Jan Pawlak (afl. 11-24) Rosa Herzog (vanaf afl. 18) Ira Klasnic (vanaf afl. 24) | 2012        | Jörg Hartmann Anna Schudt (tot 2022) Aylin Tezel (tot 2020) Stefan Konarske (tot 2017) Rick Okon (2018-2024) Stefan Reinsperger (vanaf 2021) Alessija Lause (vanaf 2024) | 240         |
| Saarbrücken                                 | SR                 | Adam Schürk Leo Hölzer | 2020        | Daniel Sträßer Vladimir Burlakov | 50          |
| Hamburg                                     | NDR                | Nick Tschiller Yalcin Gümer | 2013        | Til Schweiger Fahri Ogün Yardım De laatste nieuwe aflevering was in januari 2020. Sindsdien zijn er geen nieuwe afleveringen opgenomen. Omroep NDR heeft echter ook nog geen afscheid genomen van deze rechercheurs. Probleem lijkt dat Til Schweiger veel actie in de serie wil, maar de afleveringen niet goed bekeken worden en negatieve reacties oproepen. | 02          |
| Hamburg                                     | NDR                | Thorsten Falke Katharina Lorenz (tot afl. 6) Julia Grosz (afl. 7-19) | 2013        | Wotan Wilke Möhring Petra Schmidt-Schaller (tot 2015) Franziska Weisz (2016-2024) | 190         |
| Schwarzwald (Freiburg)                      | SWR                | Franziska Tobler Friedemann Berg (behalve afl. 3) Luka Weber (afl. 3) | 2017        | Eva Löbau Jochen Wagner Carlo Ljubek (2018) | 110         |
| Zürich                                      | SRF                | Isabelle Grandjean Tessa Ott | 2020        | Anna Pieri Zuercher Carol Schuler | 6           |
| Dresden                                     | MDR                | Karin Gorniak (tot afl. 18) Henni Sieland (tot afl. 6) Leonie Winkler (vanaf alf. 7) Peter Michael Schnabel                                                                    | 2016        | Karin Hanczewski (tot 2025) Alwara Höfels (tot 2018) Cornelia Gröschel (vanaf 2019) Martin Brambach | 16          |
| Franken (Nürnberg)                          | BR                 | Felix Voss Paula Ringelhahn (tot afl. 10) | 2015        | Fabian Hinrichs Dagmar Manzel (tot 2024) | 9           |

Een overzicht van alle afleveringen en (oud-) rechercheteams is te vinden op de site van de Duitse ARD.

## Memorabele afleveringen
- In de allereerste aflevering Taxi nach Leipzig, die werd uitgezonden op 29 november 1970, speelde Walter Richter Kommissar Trimmel. Hij ging na elf afleveringen met pensioen.
- Kressin und die Frau des Malers (WDR, 28 mei 1972), die deels in Amsterdam speelt en waarvan Pim de la Parra de regie deed en Frans Bromet de camera.
- Trimmel und der Tulpendieb (NDR en TROS, 10 oktober 1976) dat bijna helemaal op het REM-eiland speelt. Het eiland was voor de gelegenheid voor een deel in oude glorie hersteld. Er was een Kamerdebat nodig om toestemming te verkrijgen voor deze filmlocatie. Pieter Lutz speelde de 1ste politieofficier en John Leddy sergeant Bork.[7]
- Reifezeugnis (NDR, 27 maart 1977) met de toen 16-jarige Nastassja Kinski als de voor die tijd erg blote Sina Wolf.
- Kuscheltiere (WDR, 12 december 1982), onder andere met Rijk de Gooyer als commissaris Dijkhuis en Geert de Jong als Marijke Scherpenzeel, speelt ook voor het grootste deel in Amsterdam, maar is geen reclame voor de stad.
- Medizinmänner (WDR, 13 mei 1990) met naast Horst Schimanski, Christian Thanner en Chiem van Houweninge als Hänschen ook: Jules Deelder als drugsdealer, Joop Doderer als politiechef, Pierre Bokma, Marina van Houweninge, Sylvia de Leur, Mariska van Kolck en Serge-Henri Valcke, die voor een groot gedeelte in de Rotterdamse haven speelt.
- Bittere Mandeln (WDR, 5 maart 2000), met Renée Soutendijk als Evelyn Weisbach
- Kleine Diebe (2 september 2000), waarin Lena Odental op bezoek is bij Ivo Batic en Franz Laitmayr
- Filmriss (SFB, 18 augustus 2002) met Ellen ten Damme als Kareen Brandner.
- Mutterliebe (WDR, 23 maart 2003), waarin Max Ballauf zijn collega "Freddy, hol schon mal den Wagen" toevoegt, als 'ganz andere Variante' op het legendarische, maar niet historische "Harry, hol schon mal den Wagen" uit Derrick
- Abseits (MDR, 28 november 2004) waarin Fritz Wepper (Harry Klein uit Derrick) Hartmut Utz speelt.
- Bienzle und der steinerne Gast (SWR, 25 juli 2004) met Rolf Schimpf (Der Alte uit Der Alte) als gast.
- Rache-Engel (SR, 13 november 2005), met Renée Soutendijk als Eva Maria Klein
- Der doppelte Lott (WDR, 20 november 2005), waarin K.F. "Adlersauge" Boerne zijn collega "Rottweiler" Roth en commissarissen Schenk en Ballauf uit Keulen bezoekt.
- Blutdiamanten (WDR, 15 januari 2006) met Andrea Croonenberghs (Flikken) als Julia Ruiter.
- Hart an der Grenze (SWR, 9 maart 2008) met Jeroen Willems als Frank Lüders.
- Franziska (WDR, 5 januari 2014), allereerste Tatort-aflevering die op grond van het Jugendschutzgesetz pas na 22.00 uur mocht worden uitgezonden.
- Kopfgeld (NDR, 9 maart 2014), met 19 doden de bloedigste aflevering tot dan toe.
- Im Schmerz geboren (HR, 12 oktober 2014), overtrof met 47 doden – die overigens aan het einde van deze surrealistische aflevering als het ware weer herrijzen – het record van Kopfgeld.

## Afleveringen met (bijna) dezelfde titel
- Die Abrechnung, met Haferkamp (WDR) resp. Von Burg (SF)
- Alptraum / Alp-Traum, met Sommer (NDR) resp. Von Burg (SF)
- Die Offene Rechnung / Offene Rechnung, met Pfeifer (ORF) resp. Odenthal (SWR)
- Die Brüder / Brüder (2×), met Brinkmann (HR) resp. Lürsen (RB) resp. Flemming (WDR)
- Herzversagen, met Palu (SR) resp. Dellwo (HR)
- Aus der Traum, met Wiegand (SWF) resp. Kappl (SR)
- Spieler / Die Spieler, met Hirth (ORF) resp. Blum (SWR)
- Rache-Engel / Racheengel, met Palu (SR) resp. Ehrlicher (MDR)
- Kassensturz , met Gerber (SWF) resp. Odenthal (SWR)
- Abseits / Im Abseits, met Ehrlicher (MDR) resp. Odenthal (SWR)
- Taxi nach Leipzig, nummer 1 met Trimmel (NDR) resp. nummer 1000 met Borowski en Lindholm (NDR)

## Dubbelafleveringen
Slechts zeer zelden worden van Tatort dubbelafleveringen gemaakt. Elke aflevering duurt al tussen de 85 en 95 minuten, in een verhaal dat dubbel zo lang is is de spanning er niet eenvoudig in te houden. Anderzijds biedt een langere verteltijd ruimte aan nuances in gevoelige onderwerpen zoals kinderprostitutie. Voorbeelden van dubbelafleveringen zijn:
- Kinderland (MDR, 8 april 2012) en Ihr Kinderlein kommet (WDR, 9 april 2012), waarin Max Ballauf en Freddy Schenk (Köln) met hun collega's Eva Saalfeld en Andreas Keppler (Leipzig) samenwerken.
- Wegwerfmädchen (NDR, 9 december 2012) en Das Goldene Band (NDR, 16 december 2012) met Charlotte Lindholm
- Tödliche Tarnung (SWR, 1 maart 2009) en Spiel auf Zeit (SWR, 26 mei 2013) met Thorsten Lannert en Sebastian Bootz. Het betreft hier een vervolgverhaal rond Viktor de Man (Filip Peeters).
- In der Familie, deel 1 (WDR, 29 november 2020) en deel 2 (WDR, 6 december 2020) met de teams uit Dortmund (Faber, Bönisch, Dalay en Pawlak) en München (Batic en Leitmayr).
- Nichts als die Wahrheit deel 1 (RBB, 9 april 2023) en deel 2 (RBB, 10 april 2023), waarin Karow een nieuwe collega (Bonard) krijgt.

Tot 2023 is er maar één driedelige serie verschenen: 
- Borowski und der stille Gast (NDR, 9 september 2012)[8], Borowski und die Rückkehr des stillen Gastes (NDR, 29 november 2015)[9] en Borowski und der gute Mensch (NDR, 3 oktober 2021)[10], waarin Borowski en collega's Brandt, Jung en Sahin 'Stille Gast' Kai Korthals, gespeeld door Lars Eidinger, opsporen.

## Niet-herhaalde afleveringen
De meest van alle uitgezonden afleveringen worden in de jaren daarna herhaald op andere (Duitse) zenders, maar voor een paar is om uiteenlopende redenen besloten dit niet te doen. In het Duits spreekt men van Giftschrankfolgen, ze worden met zorg buiten bereik van de zenders gehouden. Het gaat om de volgende verhalen:
- Der Fall Geisterbahn (HR, 12 februari 1972)
- Mit nackten Füssen (HR, 9 maart 1980), met name wegens een verkeerd begrepen zinsnede als zouden mensen met epilepsie vaker moorden dan gemiddeld.
- Tod im Jaguar (SFB, 9 juni 1996), wegens anti-joodse tendensen, versterkt door een ongelukkig geformuleerd persbericht vooraf.
- Krokodilwächter (SFB, 10 november 1996), wegens seksistische en mensonterende passages.
- Wem Ehre gebührt (met Maria Furtwängler, NDR, 23 december 2007), wegens een zeer kritische portrettering van het Alevitisme (islamitische stroming), die zelfs tot demonstraties leidde.

Na 25 jaar van de lijst verdwenen (na het verwijderen van twee foto's uit een stapel die wordt doorgebladerd):
- Drei Schillingen (HR, 1978), in mei 2003 in de originele vorm uitgezonden, na aanpassing en herkeuring weer beschikbaar voor herhaling.

Na 36 jaar van de lijst verdwenen, op 16 januari 2016 om 23.25 uur op de SWR voor de tweede keer uitgezonden:
- Der gelbe Unterrock (SWF, 10 februari 1980), wegens een slechte kwaliteit en de gewelddadige inhoud van het verhaal.

Voor kortere tijd im Giftschrank waren (beide met Horst Schimanski en Christian Thanner):
- Blutspur
- Tote brauchen keine Wohnung (1973), door een ander beleid bij de Bayerischer Rundfunk in 1992 van de lijst gehaald.

## Oostenrijkse producties
In Oostenrijk werden tussen 1985 en 1989 13 afleveringen van Tatort geproduceerd buiten de samenwerking met Duitsland om. Dit gebeurde naast een serie die wel binnen die samenwerking tot stand kwam. Toch sloten ze qua vormgeving en verhaallijn wel aan bij de rest van de serie. Zelfs de hoofdrolspelers komen overeen met de 'gewone' serie, behalve in één aflevering, in Der Schnee vom vergangen Jahr is het de journalist Alex Lutinsky, die de naspeuringen doet. Echter in geen enkele officiële lijst van ARD of ORF worden deze afleveringen genoemd. De toenmalige ORF-redakteur Ernst Petz heeft in 2008 gezegd dat de omroep geen rechten meer kan laten gelden om ze uit te zenden en ook dat de waardering voor de afleveringen onvoldoende waren om ze ooit nog uit te zenden. Zelfs de spelerslijsten zouden al zijn vernietigd. De speciale Oostenrijkse Tatortafleveringen, met de afwijkende nummering zoals die in de complete lijst wel worden vermeld, in een blik:
1. Fahrerflucht, Hirth (ORF, 19 mei 1985), 168a
2. Des Glückes Rohstoff, Hirth  (ORF, 08 september 1985), 171a
3. Strindbergs Früchte, Hirth  (ORF, 12 januari 1986), 176a, toch is deze aflevering op 1 november 2015 om 23.20 uur op de ORF2 onder nummer A3 uitgezonden[12]
4. Das Archiv, Hirth  (ORF, 2 maart 1986), 178a
5. Die Spieler, Hirth  (ORF, 13 juni 1986), 181a
6. Alleingang, Hirth  (ORF, 24 augustus 1986), 184a
7. Der Schnee vom vergangen Jahr, Alex Lutinsky (ORF, 12 oktober 1986), 186a
8. Der Tod des Tänzers, Hirth (ORF, 18 december 1986), 187a
9. Die offene Rechnung, Pfeifer (ORF, 11 januari 1987), 188a
10. Superzwölfer, Pfeifer (ORF, 25 april 1987), 192a, voor het laatst uitgezonden op 27 oktober 2001 om 23.35 uur op de ORF2 onder nummer A10[13]
11. Atahualpa, Pfeifer (ORF, 08 december 1987), 199a
12. Flucht in den Tod, Pfeifer (ORF, 19 december 1987), 199b
13. Geld für den Griechen, Fichtl (ORF, 21 mei 1989), 218a

## Nummer 1000
Het bereiken van de 1000ste aflevering heeft vanwege het bestaan van deze volwaardige, maar niet officiële afleveringen al op 15 mei 2016 plaatsgevonden met de uitzending van het officiële nummer 987, Der hundertste Affe, met Inga Lürsen en Nils Stedefreund. Maar officieel werd nummer 1000 op 13 november 2016 uitgezonden, met dezelfde titel als nummer 1, Taxi nach Leipzig, deze keer met twee commissarissen, Klaus Borowski uit Kiel en Charlotte Lindholm. Rond dit feit werden allerlei feestelijke programma's uitgezonden, een paar oude en natuurlijk ook de allereerste aflevering.

## Tatort op de Nederlandse tv
In Nederland werden diverse afleveringen vanaf 1971 uitgezonden door de TROS en in de jaren negentig en begin 21ste eeuw door de AVRO.